# 1792 en science
| Années de la science : 1789 - 1790 - 1791 - 1792 - 1793 - 1794 - 1795    |
| Décennies de la science : 1760 - 1770 - 1780 - 1790 - 1800 - 1810 - 1820 |

Cet article présente les faits marquants de l'année 1792 en science.

## Événements
- 12 mars : début de la correspondance entre les astronomes Zach et Lalande[1] (fin le 24 janvier 1804).

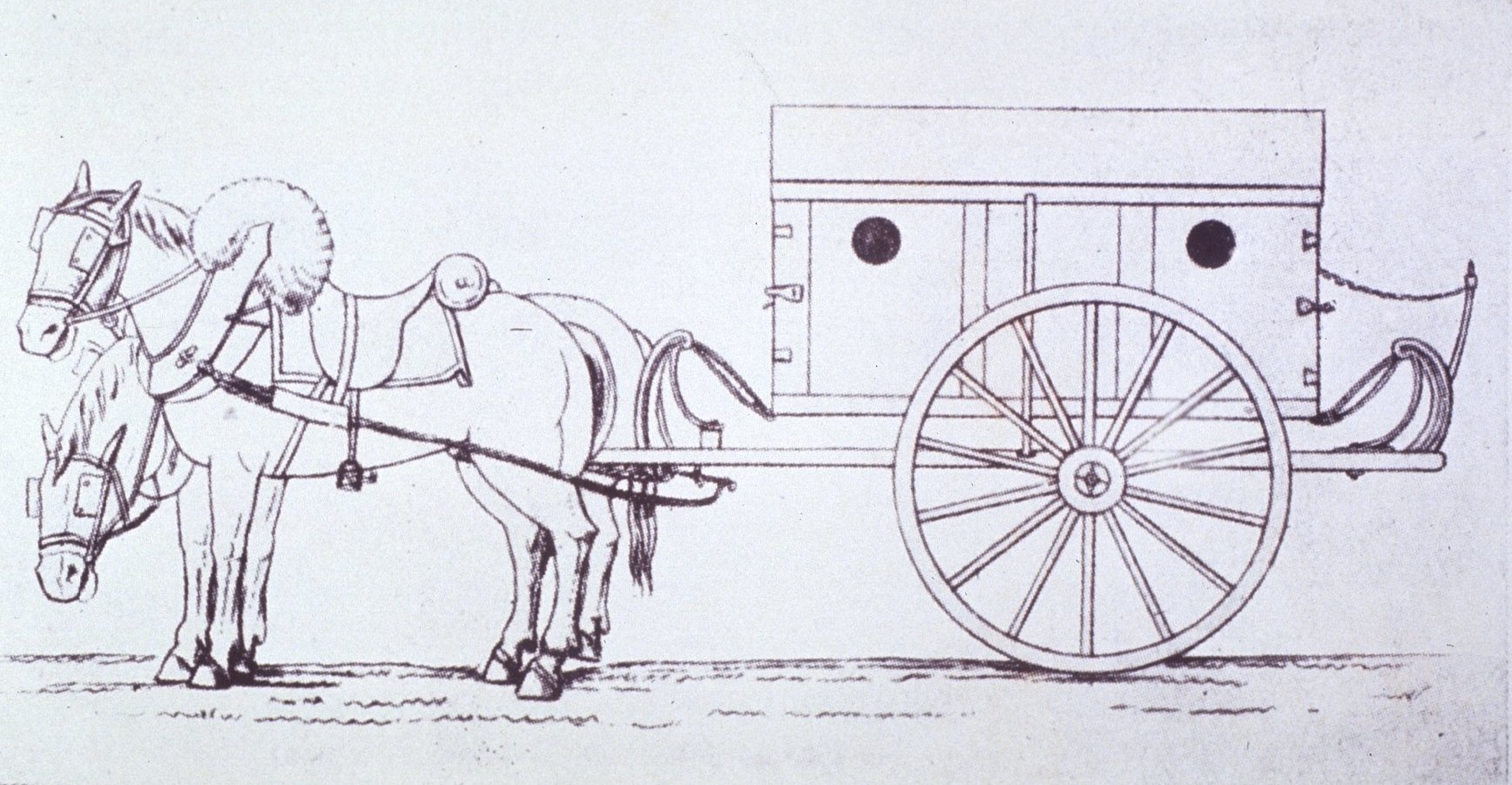
Ambulance volante du modèle Larrey.

- 1er avril : Dominique Jean Larrey prend ses fonctions à Strasbourg de chirurgien-major des hôpitaux de l'armée du Rhin[2]. Après la prise de Spire le 30 septembre, il crée une « ambulance volante » qui parcourt le champ de bataille équipée de voitures légères[3].
- 11 mai : expédition du Columbia. Robert Gray est le premier à entrer dans le fleuve Columbia, qu'il nomme d'après le nom de son navire, Columbia Rediviva[4].

- 25 juin : Jean-Baptiste Delambre et Pierre Méchain, chargés par l’Assemblée nationale française de préciser la mesure de la méridienne entre Dunkerque et Barcelone, commencent leurs travaux (1792-1799)[5].

- L’ingénieur britannique William Murdoch met au point l’exploitation du gaz dégagé par la combustion de la houille[6] et l’utilise pour éclairer sa propre maison.

## Publications
- Goethe : Contribution à l’optique.
- Giovanni Battista Guglielmini (en) :  De diurno terrae motu experimentis physico - mathematicis confirmato Opusculum, Bologne. Il décrit ses expériences pour démontrer la rotation de la terre.
- François Huber : Nouvelles observations sur les Abeilles.
- Kurt Sprengel : Versuch einer pragmatischen Geschichte der Arzneikunde (Essai d'une histoire pragmatique de la médecine), Halle.
- Franz Xaver von Zach : Tabulae motuum Solis novae et correctae, ex Theoria gravitatis et observationibus recentissimis erutae (Tables du Soleil), Gotha.

## Prix
- Médailles de la Royal Society
  - Médaille Copley : Benjamin Thompson, (1753-1814), pour plusieurs articles sur les propriétés et la transmission de la chaleur.

## Naissances
- 12 janvier : Johan August Arfwedson (mort en 1841), chimiste suédois.
- 18 janvier : Gustav Bischof (mort en 1870), géochimiste et géologue allemand.
- 17 février : Karl Ernst von Baer (mort en 1876), biologiste germano-balte.
- 19 février : Roderick Murchison (mort en 1871), géologue britannique.

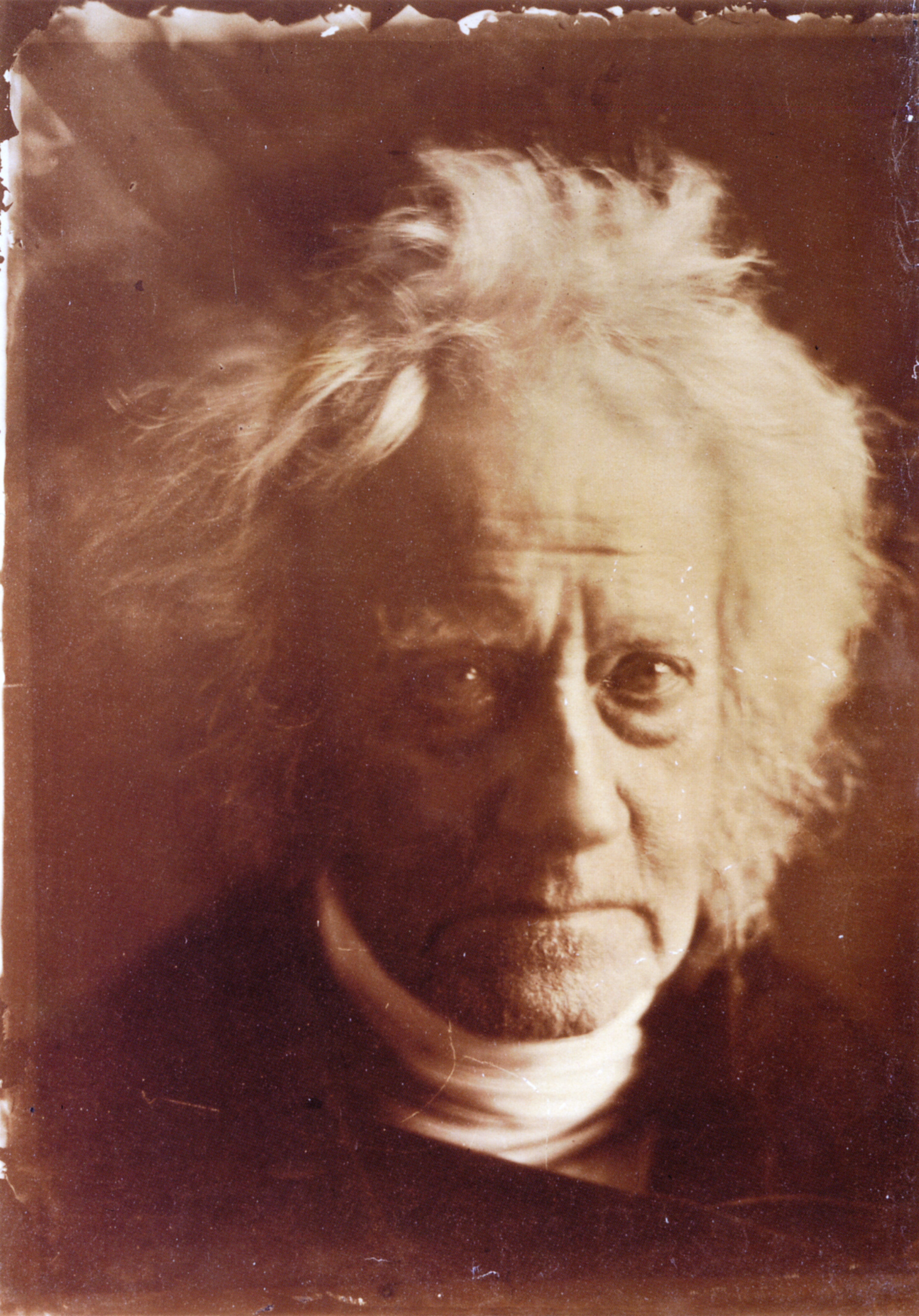
John Herschel

- 7 mars : John Herschel (mort en 1871), scientifique et astronome britannique.
- 13 avril : Charles Louis de Chasseloup de La Motte (mort en 1860), militaire et statisticien français.
- 23 avril : Antoine François Passy (mort en 1873), homme politique, géologue et botaniste français.
- 6 mai : Martin Ohm (mort en 1872), mathématicien allemand.
- 21 mai : Gaspard-Gustave Coriolis (mort en 1843), mathématicien et ingénieur français.
- 13 juin : Girolamo Segato (mort en 1836), cartographe, naturaliste et égyptologue italien.
- 7 juillet : Leopold von Zedlitz-Neukirch (mort en 1864), écrivain, statisticien et historien allemand.
- 21 juillet : William Sharp Macleay (mort en 1865), entomologiste britannique.
- 27 juillet : Polydore Roux (mort en 1833), peintre et naturaliste français.
- 5 septembre : Armand Dufrénoy (mort en 1857), géologue et minéralogiste français.
- 16 septembre : James Francis Stephens (mort en 1852), zoologiste britannique.
- 11 octobre : Thomas Bell (mort en 1880), chirurgien-dentaire et zoologiste britannique.
- 12 octobre :
  - Christian Gmelin (mort en 1860), chimiste allemand.
  - Nils Gustaf Nordenskiöld (mort en 1866), minéralogiste et voyageur finlandais.
- 16 novembre : Émile Puillon Boblaye (mort en 1843), militaire, géographe et géologue français[7].
- 17 novembre : Charles Jean Louis Delastre (mort en 1859), avocat et botaniste français[8].
- 1er décembre : Nikolaï Ivanovitch Lobatchevski (mort en 1856), mathématicien russe.

## Décès

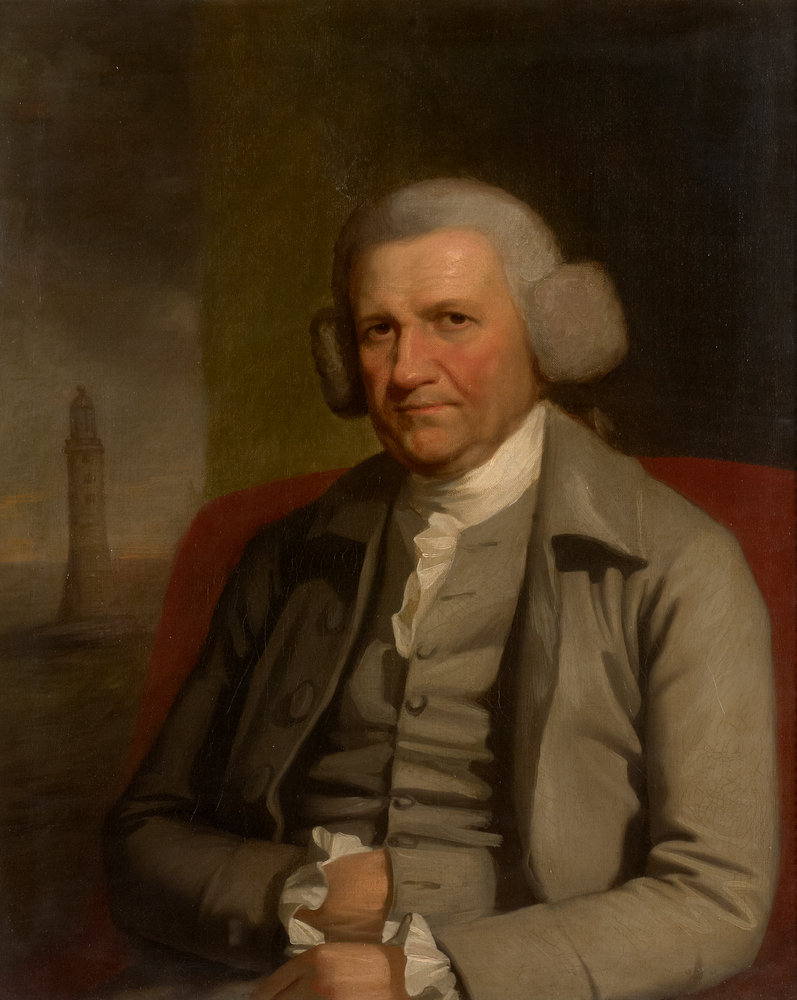
John Smeaton

- 14 février : Domenico Troili (né en 1722), abbé, jésuite et astronome italien[9].

- 14 avril : Maximilian Hell (né en 1720), astronome autrichien.
- Avril : Claude Bertrand (né en 1755), géographe et astronome français.

- 7 juin : Reuben Burrow (né en 1747), mathématicien et orientaliste anglais.

- 22 octobre : Guillaume Le Gentil (né en 1725), astronome français.
- 23 octobre : Louis Joseph d'Albert d'Ailly (né en 1741), chimiste français.
- 28 octobre
  - Paul Möhring (né en 1710), médecin et zoologiste allemand qui a proposé une classification des oiseaux.
  - John Smeaton (né en 1724), ingénieur anglais.

- 7 novembre : Francesco Luini (né en 1740), mathématicien italien.

- Probablement en 1792 : Jean-Baptiste de La Chapelle (né vers 1710), mathématicien français.